# نبرد ادسا
نبرد اِدِسا بخشی از جنگ‌های ایران و روم بود که در سال ۲۶۰ میلادی بین شاپور یکم، شاهنشاه ساسانی، و والرین، امپراتور روم، در مکانی به نام ادسا در ترکیه امروزی روی داد. پانزده سال پس از آخرین جنگ ایران و روم، رومی‌ها به فرماندهی امپراتور جدید خود، والرین، که سالخورده بود، به جنگ با ساسانیان آمدند، ولی سپاهیان ساسانی آنان را محاصره کرده، والرین و بسیاری از سناتورها و افسران ارشد او کشته شده یا به اسارت درآمدند.
سپس، به پیشروی در آسیای کوچک ادامه داد و شهرهای قیصریه و کاپادوکیه را نیز تسخیر کرد. اما، پس از آن، شاپور درگیر جنگ فرسایشی با رومیان تحت فرماندهی اذینه، شاه پالمیرا (تدمر) شد که از ۲۶۰ تا ۲۶۴ میلادی به درازا کشید و تلفات و خسارات زیادی بر سپاه ساسانی وارد کرد و نهایتاً، سبب از دست رفتن انطاکیه و قسمتی از ارمنستان بزرگ شد.
پس از نبرد ادسا، شاپور همه اسرا را به ایالت خوزستان تبعید کرد و با استفاده از سربازان رومیِ به‌ اسارت درآمده، آغاز به ساخت و ساز بناها و راه‌ها کرد، که از جمله این ساخت‌وسازها می‌توان به ساخت بنای پل شوشتر، سد شادُروان، پل قدیم دزفول و شهرهای جدید اشاره کرد. همچنین، شاپور دستور داد چندین کتیبه و نقش برجسته از جمله کتیبه شاپور یکم بر کعبه زرتشت برای نمایش پیروزی‌های وی بر رومیان در مناطق مختلف حجاری شود.

## منبع‌شناسی
شاپور یکم ساسانی که در جنگ با رومیان بر والرین قیصر روم چیره گشت به موجب نقش‌های به جای مانده از این پیروزی، اطلاعات زیادی دربارهٔ وی در تاریخ ایرانیان، رومیان و سریانیان ثبت شده‌است. بازنمایی روابط بین رومیان و ساسانیان، که بر علائق و سیاست مستقل شرقی تأکید دارد، بدیهی است که نباید شواهد و روایات شرقی را نادیده انگارد. فیلیپ هویس در منابع تاریخی روایات نسبتاً هماهنگ با محتوایی همسان اساساً از سوی مورخان رومی، یونانی، مسیحی و سریانی بیشتر قابل اعتماد دانسته شده‌است. در منابع نسبت داده شده به خود ساسانیان اطلاعات تاریخی، سیاسی و حتی دینی آن گونه که باید و شاید بدون تحلیل و تفسیر علمی، پژوهشگران را دچار سردرگمی می‌نماید.

### نبرد شاپور با اذینه

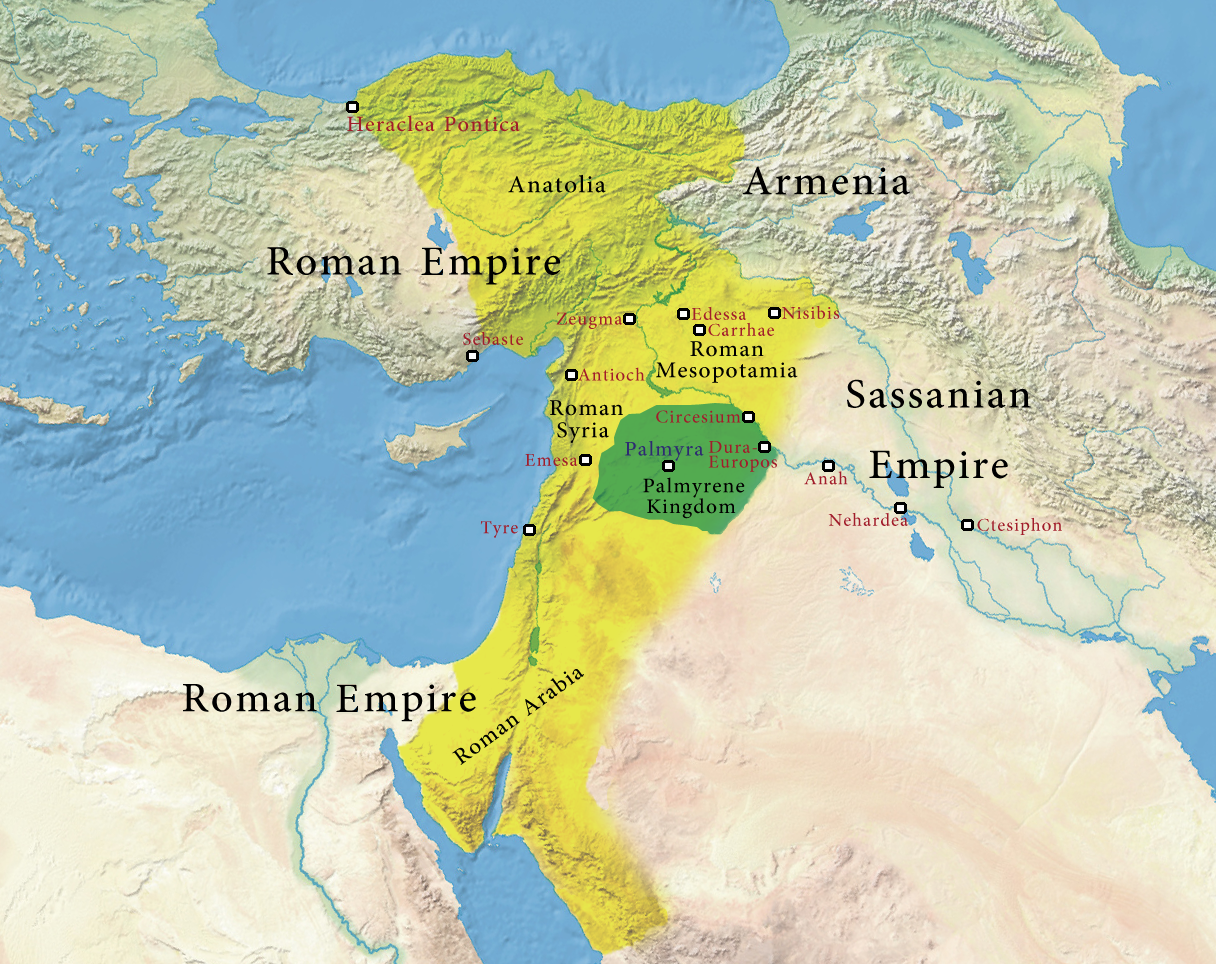
پادشاهی پالمیرا
مناطق امپراتوری روم تحت اختیار اذینه

### اسیران رومی

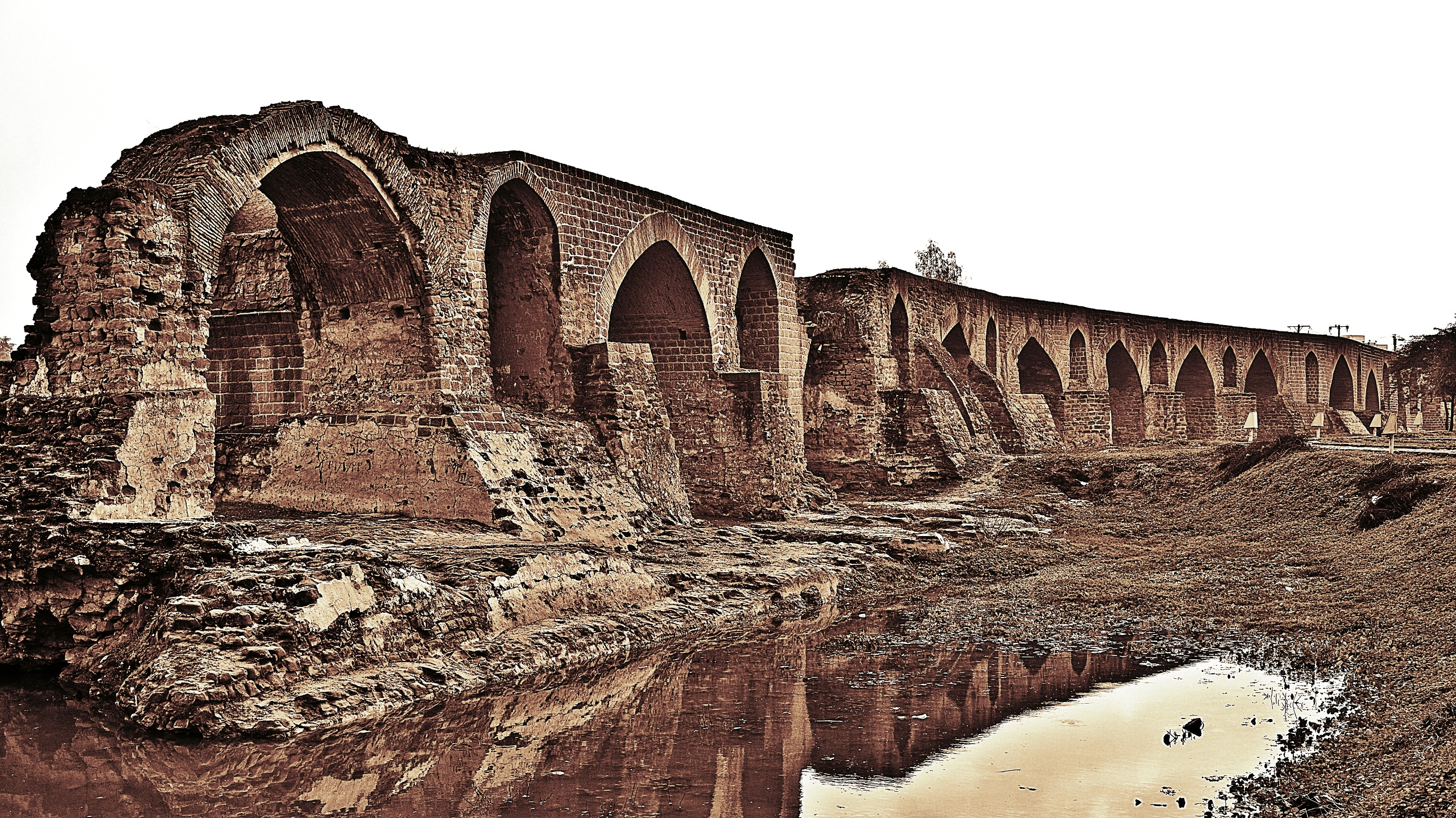
بقایای پل شادروان یا بند قیصر

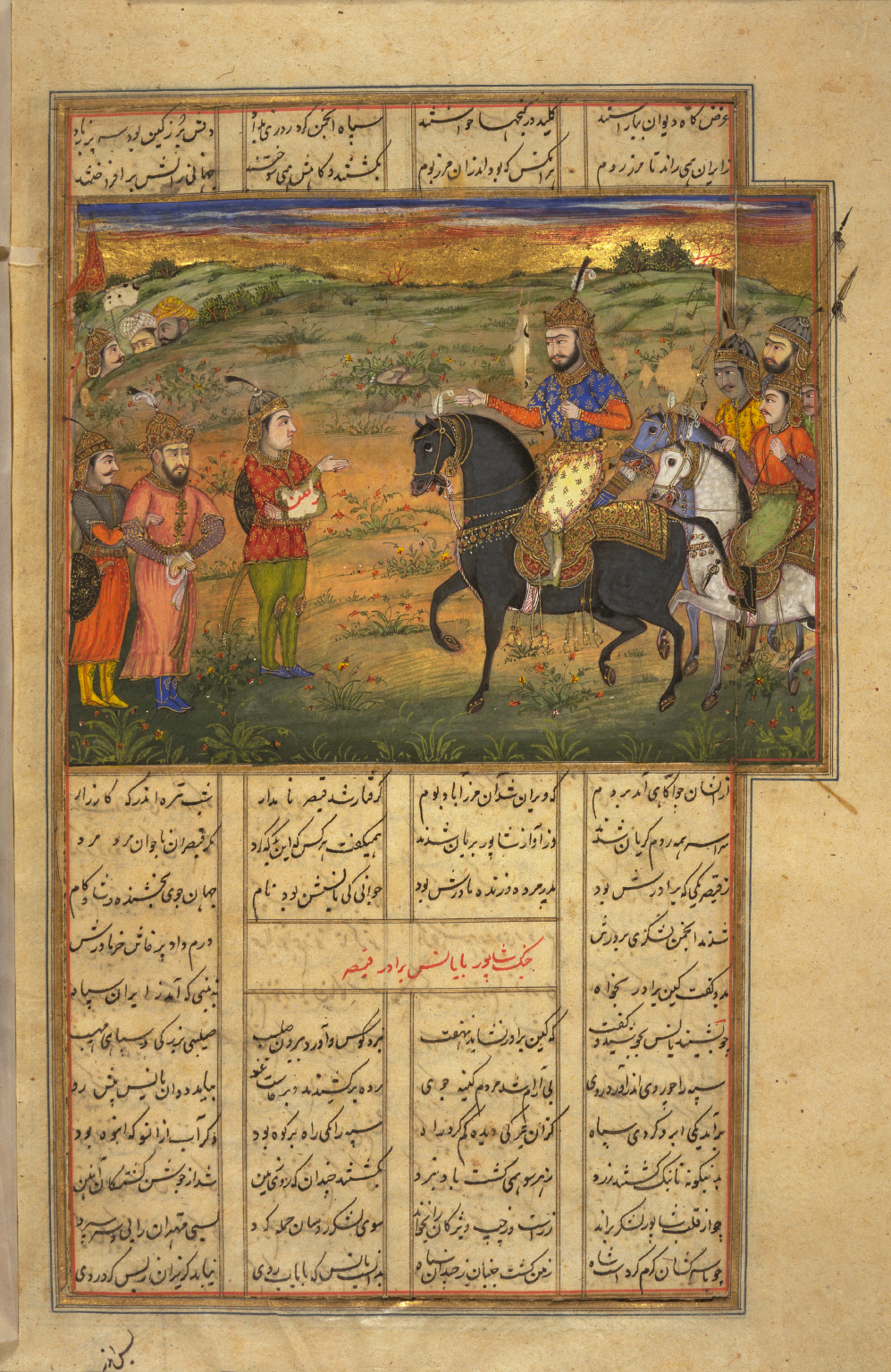
مینیاتوری از به اسارت بردن والرین و تسلیمش به شاپور یکم، شاهنامه فردوسی.

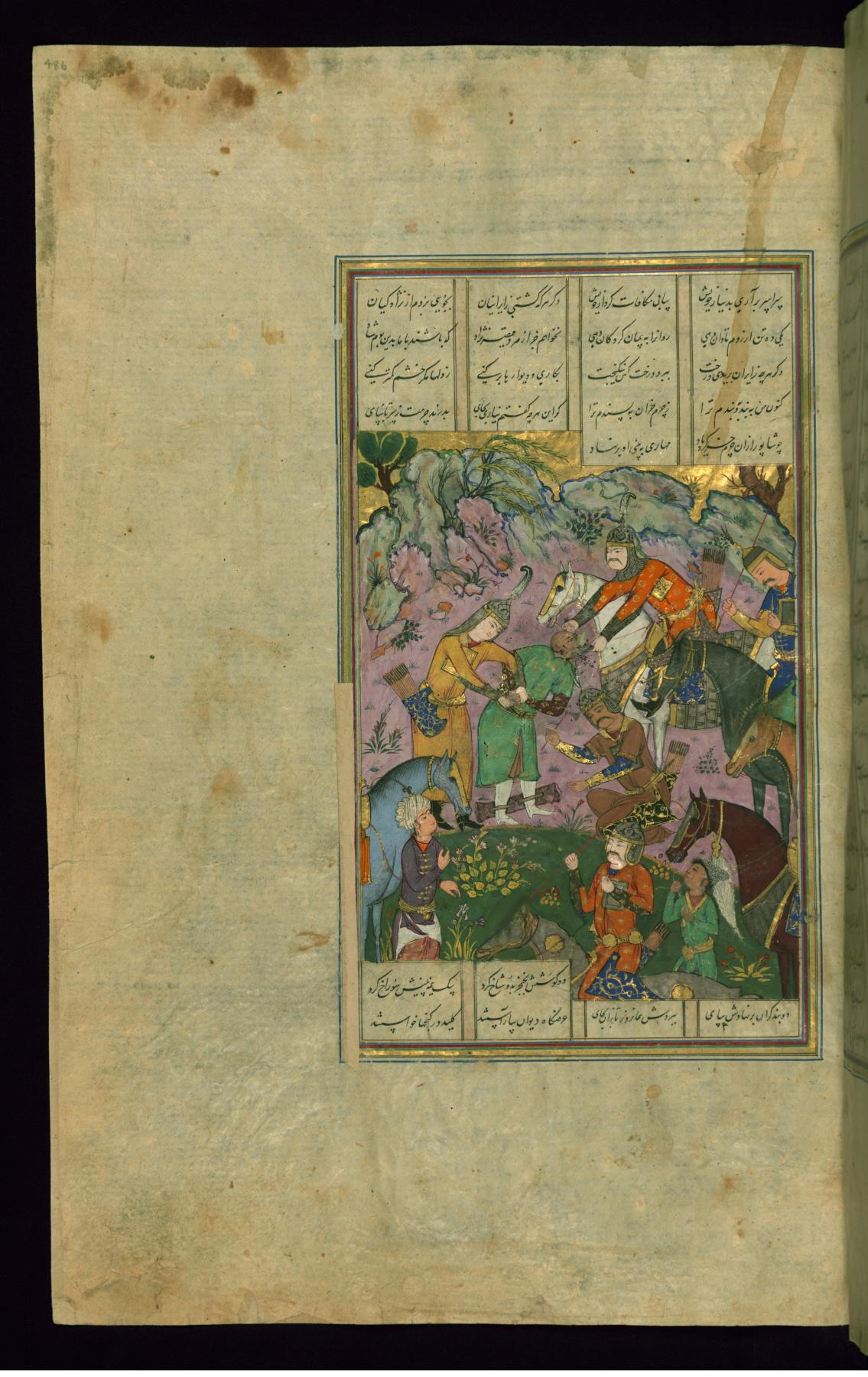
مینیاتوری از شاپور یکم درحال بریدن بینی و گوش والرین. جوهر و رنگدانه بر روی کاغذ، شاهنامه فردوسی (نسخه خطی والترز)، نوشتهٔ محمد میرک بن میر محمد الحسینی

## کتیبه شاپور در کعبه زرتشت (نقش رستم)

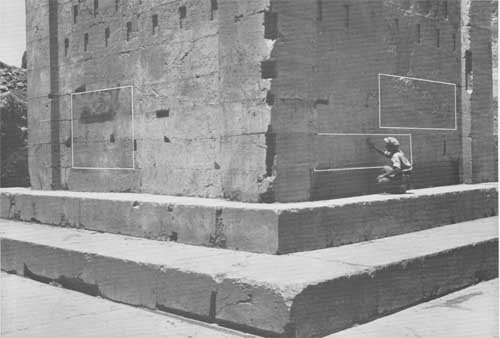
مکان کتیبه‌های شاپور یکم در کعبه زرتشت

## تصویر به اسارت گرفتن والرین بر روی نگین

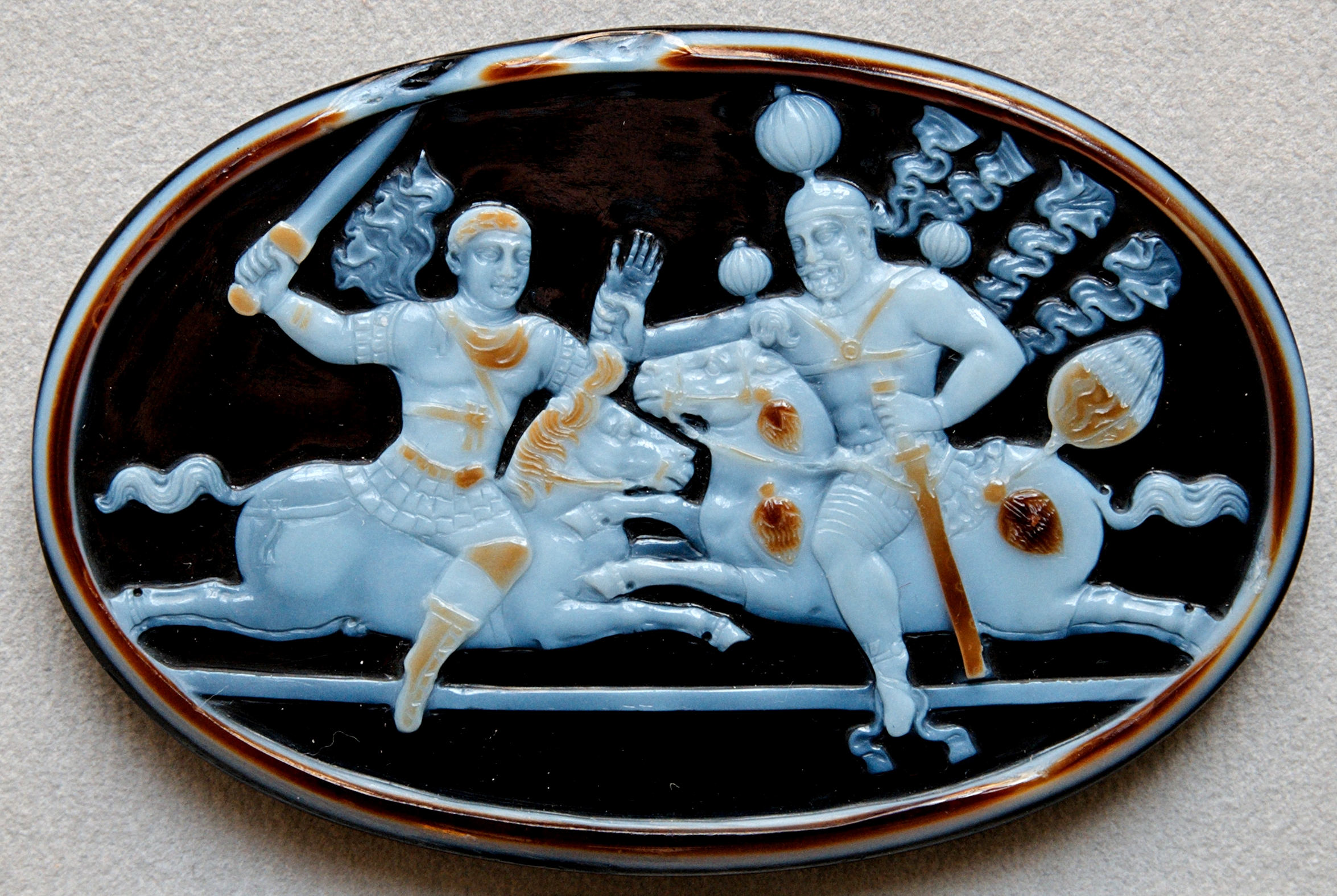
تصویر اسارت والرین توسط شاپور، حکاکی‌شده بر روی نگین، ۳۵۰ میلادی، نگهداری شده در تالار مدال‌های کتابخانه ملی، پاریس.

### نقش‌برجسته دارابگرد

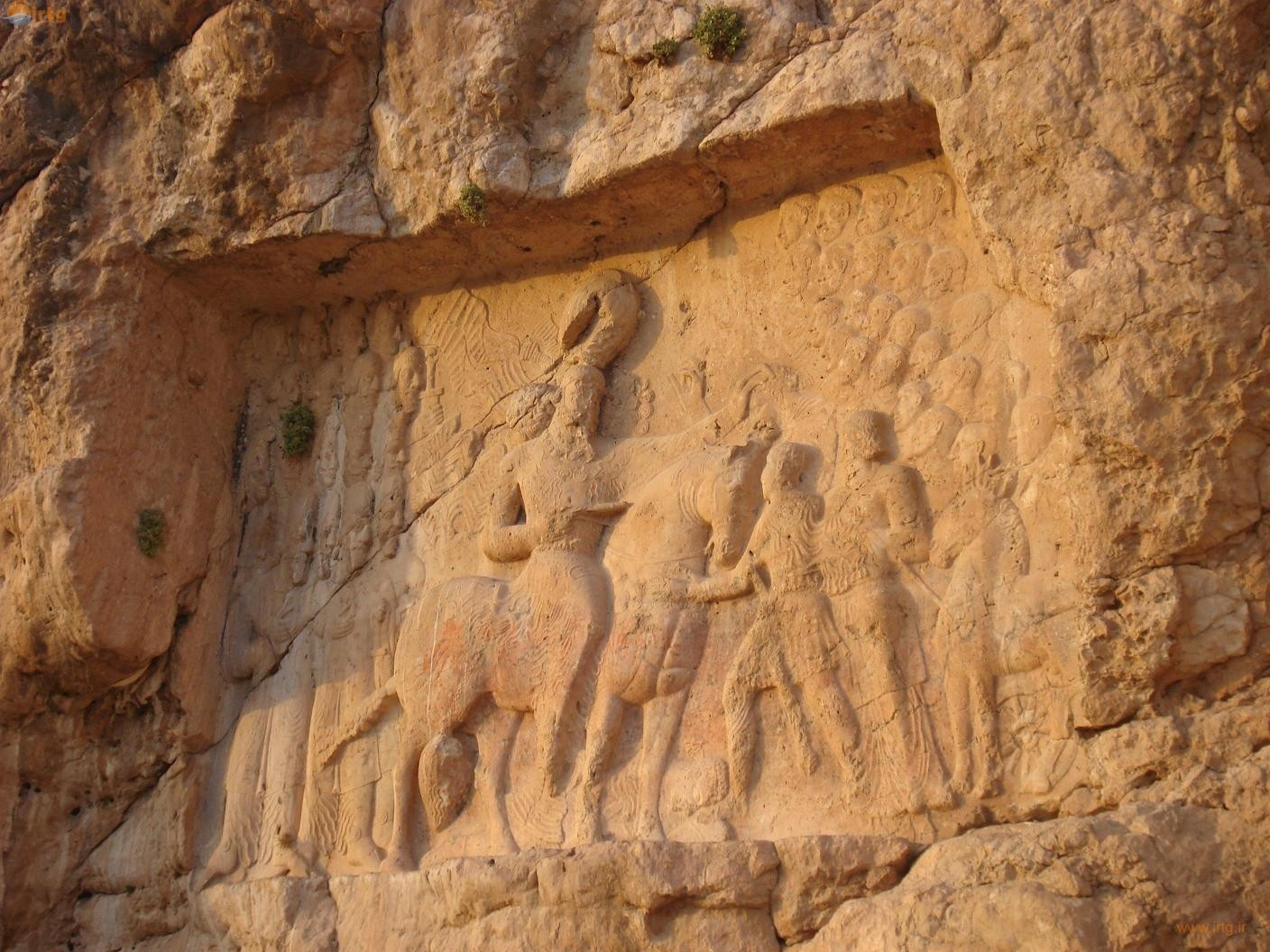
دارابگرد، داراب

### تاریخ‌نگاری رومی